# Организация фидаинов (меньшинство)
Организация фидаинов (меньшинство) (перс. سازمان فدائیان اقليت‎) — иранская леворадикальная организация марксистско-ленинского толка. Появилась в 1980 году в результате раскола леворадикальной ОПФИН на реформистски настроенное большинство и более радикальное меньшинство. Первоначально носила название Организация партизан-фидаинов иранского народа (меньшинство) (перс. سازمان چريکهای فدايي خلق ايران اقليت‎).

## История организации
В 1983 и в 1985 гг. в организации произошли расколы, которые привели к появлению «аутентичной» и «классической» фракций соответственно.
«Аутентичная» фракция провозглашает себя коммунистической организацией, частью глобального социалистического и рабочего движения, борющегося с неолиберализмом. Признаёт демократической альтернативой существующему режиму Вилаят аль-факих в Тегеране Национальный совет сопротивления Ирана — зонтичное объединение 5 иранских левых организаций в эмиграции, включая Моджахедин-э Халк.